# Františka Pilátová
Františka Pilátová (9. srpna 1926 – 29. června 1988) byla česká a československá politička Komunistické strany Československa a poslankyně Sněmovny lidu Federálního shromáždění za normalizace.

## Biografie
K roku 1971 a 1976 se profesně uvádí jako okresní prokurátorka.
Ve volbách roku 1971 zasedla do Sněmovny lidu (volební obvod č. 109 - Vyškov, Jihomoravský kraj). Mandát obhájila ve volbách roku 1976 (obvod Vyškov-Prostějov). Ve FS setrvala do konce funkčního období, tedy do voleb roku 1981.